# Gyllne kvinnan
Gyllne kvinnan förekommer i Kalevala. 
Ilmarinen smidde sig en kvinna av silver och guld som ersättning för sin döda fru. Sedan beklagade han sig över att hon var så kall och hård och värmde alls inget i sängen, varpå Väinämöinen förklarade att rikedom och lycka inte är samma sak.